# APDS
APDS（Armor Piercing Discarding Sabot）は、戦車の主砲やCIWSなどに使用される砲弾で、装甲を貫くことに特化した砲弾である。日本語では装弾筒付徹甲弾（そうだんとうつきてっこうだん）などと呼ばれる。APFSDS開発後は区別のため、前者をAPDS-FS、こちらを APDS-SS（Armor Piercing Discarding Sabot-Spin Stabilized）と表記することもある。

## 理論
APDSは高速徹甲弾の問題点を解決するべく開発された。
徹甲弾は、運動エネルギーが大きいほうが当然装甲を貫く力は強い。そのためには質量が大きいものをできるだけ高速で飛ばすことが望ましい。とは言え、砲を大きく、多量の発射薬を用いて運用するとすれば、砲の重量は増大し、反動も増大する。よって自身が巨大で水面に浮かんでいる戦艦ならばともかく、陸上を移動する兵器においては単純に大型化することには自ずと限界が生じる。特に戦線の最前線に立つ戦車の場合は長い時間をかけて設置し地面から反力をとることも難しいため、重大な問題である。
一方、発砲の際には砲弾の運動量に応じた反動を受けるが、運動量は質量と速度に比例し、運動エネルギーは質量と速度の二乗に比例する。従って同一の運動量（≒反動）においては砲弾を軽量化してでも高速で発射した方が運動エネルギー（≒貫徹力）を大きくできる。この概念により開発された砲弾が高速徹甲弾であった。
砲弾は直径が小さければ小さいほど空気抵抗を受けにくくなり、飛翔中の速度低下が抑えられる。さらに砲弾の直径が小さければ装甲に接触する面積も小さいため、装甲から受ける抵抗が少なくなり、装甲を貫く力が強くなる。つまり、矢のような形状が装甲を貫くには理想的である。しかし、高速徹甲弾はこの逆の条件である。弾体の大部分が比重の軽い合金であるため弾体空気抵抗が大きく、遠距離では急速に運動エネルギーを失ってしまうことから遠距離砲戦に難があった。さらに、小さい砲弾直径では、発射の際に砲身内で装薬の爆発力を受け止める断面積が限られるため、砲弾に与えられる運動量が制限される。できるだけ大径の砲弾を使用した方が発射時に与えられる運動量の点では有利になるのだが、空気抵抗の削減と矛盾する状況となる。
これらを踏まえて開発されたのがAPDSである。その基本思想は「砲弾は発射時のみ断面積を大きく取り、発射後は重く細長い（断面積の小さい）弾体のみを飛翔させる」というものである。発射時は弾体の尾部に軽量な装弾筒を装着しておき、これを使って爆発力を受け止める。砲身から出た後に装弾筒は切り離され、比重が大きく空気抵抗の小さな弾体のみが飛翔する。発射時、運動エネルギーは弾体と装弾筒の質量に応じて配分されるため、装弾筒の分離により失われる運動エネルギーはごくわずかとなる。
APDSは砲弾の直径が小さいため、装甲から受ける抵抗が少なくなる。このことは装甲貫徹力にはプラスに寄与するが、一方で跳弾を起しやすいという弱点にも繋がっている。このため、APDSが広く使われた第二世代の主力戦車には、避弾経始（斜めの角度で砲弾を弾くこと）を重視してデザインされたものが多い。

## 構造
APDS弾は、タングステン合金や鋼鉄などの重金属でできた弾体と軽金属の装弾筒で構成され、全体の質量を軽くすることで高初速（1,000m/s程度）を得ている（運動エネルギーは質量に比例し、速度の2乗に比例する。つまり質量を抑えても速度を上げれば破壊力が増す）。発射時の火薬ガス圧は弾体、装弾筒双方で受けるが、装弾筒は砲口から出た後に空気抵抗によって弾体の部分から分離し、弾体のみが目標に向かって飛翔する。
なお、どれだけ細長いかをあらわす方法としてはL/D比という値が使用される。L/D比は長さ/直径であらわされ、APDSのL/D比は6程度となっている。
弾道安定は従来通りライフリング回転によるが、あまりにL/D比が大きいと却って安定しないという問題があり、代わりに安定翼を用いるAPFSDSが開発されることとなった。
| 正式名       | 口径 [mm] | 侵徹体材料       | 砲口初速 [m/秒] | 侵徹力 [mm] （RHA換算、距離1,000m、撃角0度） | 原開発国     | 就役年 |
| ------------ | --------- | ---------------- | --------------- | -------------------------------------------- | ------------ | ------ |
| M392A2 L36A1 | 105       | 炭化タングステン | 1,479           | 240                                          | イギリス     | 1961年 |
| BM8          | 100       | タングステン     | 1,425           | 264                                          | ソビエト連邦 | 1968年 |